# Govern Regional del Kurdistan
El Govern Regional del Kurdistan (GRK) (en kurd: حکوومەتی هەرێمی کوردستان, Hikûmetî Herêmî Kurdistan) és l'organisme oficial del Kurdistan del Sud. El Govern Regional del Kurdistan consisteix en un parlament unicameral amb 111 escons conegut com el Parlament del Kurdistan.
La llista o partit majoritari escull el gabinet governamental així com el Primer ministre del Govern Regional del Kurdistan. L'electorat de la regió escull directament el president i és el cap del gabinet, així com cap d'estat que delega poders executius al gabinet. Tradicionalment, el Primer ministre és el cap de l'òrgan legislatiu però també comparteix poders executius amb el president. El president és comandant en cap de les Forces Armades Peshmerga. El Parlament crea i aprova lleis per la majoria dels vots, i el president té el poder de vetar qualsevol lleis.